# حسن الراشدي
حسن الراشدي صحفي مغربي، هو المدير الإقليمي لمكاتب الشرق الأوسط وأفريقيا بشبكة الجزيرة الاعلامية الفضائية في الدوحة وسبق ان اشتغل مديرا لمكتب قناة الجزيرة في المغرب من العام 2003 إلى 2008.
من مواليد 6 يوليو 1957 بـ مكناس. متزوج من صحافية واب لطفلين. حاصل على ماجستير في الاعلام والصحافة.بعد دراسة جامعية بكلية الحقوق بـ الرباط اشتغل في الصحافة المكتوبة. تنقل عبر عدة منابر صحفية بدء من العام 1976منها: جريدة المسيرة الخضراء وجريدة الميثاق الوطني الميثاق الوطني وكانتا تصدران في الرباط.
أشتغل من 1980 إلى 1987 مراسلا لمجلة الدستور اللندنية من الرباط، ومراسلا لمجلة «الصياد اللندنية».
كما اشتغل في نفس الفترة مراسلا لاذاعة صوت بغداد العراقية، والإذاعة الإسلامية في هولندا ومراسلا لاذاعة هلفرسوم.
وفي 6 يونيو حزيران 1980 كان أول صحفي مغربي يلتحق بـ إذاعة ميدي 1 بـ طنجة قيل أن يغادر إلى إذاعة هولندا العالمية عام 1990 حيث اشتغل صحفيا منتجا ثم رئيسا للتحرير ونائبا لرئيس القسم العربي باداعة هلفرسوم. انتقل في مايو 1994 إلى تلفزيون أوربت بـ روما حيث اشتغل مديرا للبرامج قبل أن يلتحق بـ تلفزيون أبو ظبي ثم إلى قناة الجزيرة في العام 1997 وانضم إلى فريقها الصحفي صحفيا ثم مساعد منتج ثم منتج اخبار ثم مراسل فمدير لمكتب المغرب ثم مديرا اقليميا.
وعرف حسن الراشدي في قناة الجزيرة كمنتج إخبار ثم كمراسل حربي قام بتغطية عدة حروب في الصومال واريتريا وإثيوبيا وسيراليون والكونغو الديمقراطي وأفغانستان والعراق وقد عين مديرا للمكتب الإقليمي في المغرب 25 دجنبر 2003. حيث أشرف من هناك على بث النشرة المغاربية التي كانت تبث 365 يوم في السنة ويتابعها جمهور عريض من مشاهدي شمال افريقيا وجنوب اروبا. وقد تمت متابعته قضائيا من قبل السلطات المغربية في العام 2008 بتهمة نشر خبر كاذب وزعزعة الاستقرار والامن العام وذلك على خلفية تغطية قناة الجزيرة في المغرب لأحداث مدينة سيدي إفني.
اعتقل حسن الراشدي وسحبت رخصته الصحفية بتهمة نشر أخبار كاذبة على خلفية تغطية أحداث سيدي إيفني التي حدثت في 7 يونيو 2008. وقد انتهت المحاكمة بتبرئته وتغريمه. وقد غادر حسن الراشدي بعد ذلك مباشرة إلى الدوحة ولجات السلطات فيما بعد إلى اغلاق مكتب المغرب وسحب اعتماد الصحفيين انس بن صالح ومحمد البقالي دون إبداء أي تبرير مما جعلهما يرفعان قضية ضد وزارة الاتصال امام المحكمة الادارية التي حكمت بعدم الاختصاص.